# بیست و هفتمین دوره کتاب سال جمهوری اسلامی ایران
مراسم بیست و هفتمین دوره کتاب سال جمهوری اسلامی ایران در بهمن ۱۳۸۸ در تهران برگزار شد.

## برگزیدگان
| بخش             | شاخه               | عنوان کتاب                                                                                | پدیدآورنده(ها)                                                        | ناشر                                                                     |
| --------------- | ------------------ | ----------------------------------------------------------------------------------------- | --------------------------------------------------------------------- | ------------------------------------------------------------------------ |
| دین             | علوم قرآنی         | التفسیر الاثری الجامع                                                                     | محمدهادی معرفت                                                        | مؤسسه التمهید                                                            |
| دین             | علوم روایی         | موسوعه کتاب الله و اهل البیت فی حدیث الثقلین                                              | تحقیق حسین رجایی موسوی، حسن شکوری و لجنة التحقیق فی مسئله الامامه     | مدرسه امام باقرالعلوم                                                    |
| دین             | فقه و اصول         | مطارح الانظار تقریر ابحاث الشیخ الاعظم انصاری                                             | تألیف میرزا ابی القاسم نوری طهرانی تصحیح علی فاضلی                    | پژوهشکده امام خمینی (ره) و انقلاب اسلامی                                 |
| دین             | کلام               | خط امان (پژوهشی در موعود ادیان)                                                           | محمد امامی کاشانی                                                     | دفتر نشر فرهنگ اسلامی                                                    |
| دین             | اخلاق              | آرای دانشمندان مسلمان در تعلیم و تربیت و مبانی آن                                         | محمد بهشتی                                                            | سازمان مطالعه و تدوین کتب علوم انسانی دانشگاه‌ها (سمت)                    |
| دین             | سیره معصومین       | مکاتیب الائمه                                                                             | تألیف علی احمدی میانجی تصحیح مجتبی فرجی                               | دارالحدیث                                                                |
| علوم اجتماعی    | جامعه‌شناسی         | مبانی رویکرد اجتماعی به حقوق                                                              | تألیف عبدالرضا علی‌زاده                                                | پژوهشگاه حوزه و دانشگاه، سازمان مطالعه و تدوین کتب علوم انسانی دانشگاه‌ها |
| علوم اجتماعی    | حقوق               | دادرسی عادلانه: محاکمات کیفری بین‌المللی                                                   | مصطفی فضائلی                                                          | مؤسسه مطالعات و پژوهش‌های حقوقی شهر دانش                                  |
| زبان            | زبان‌های باستانی    | گل‌نبشته‌های باروی تخت جمشید متن‌های Fort و The                                              | عبدالمجید ارفعی                                                       | مرکز دایرةالمعارف بزرگ اسلامی                                            |
| زبان            | زبان عربی          | فرهنگ معاصر فارسی - عربی                                                                  | عنایت‌الله فاتحی‌نژاد                                                   | فرهنگ معاصر                                                              |
| زبان            | زبان‌شناسی عمومی    | تاریخ زبان‌شناسی (بخشی از کتاب زبان‌شناسی در غرب)                                           | تألیف پیتر آ.ام. سورن ترجمه علی محمد حق‌شناس                           | سازمان مطالعه و تدوین کتب علوم انسانی دانشگاه‌ها (سمت)                    |
| زبان            | زبان‌های دیگر       | فرهنگ اصطلاحات انگلیسی-فارسی                                                              | محمدرضا باطنی، سپیده رضوی، زهرا احمدی‌نیا، فاطمه محمدی و روزبه افتخاری | فرهنگ معاصر                                                              |
| علوم خالص       | زمین‌شناسی          | زمین‌شناسی ساختاری                                                                         | حسین معماریان                                                         | دانشگاه تهران                                                            |
| علوم کاربردی    | علوم پزشکی         | سلول‌های بنیادی                                                                            | حسین بهاروند                                                          | خانه زیست‌شناسی                                                           |
| علوم کاربردی    | علوم پزشکی         | بیماری‌های کلیه در کودکان                                                                  | علی احمدزاده                                                          | تیمورزاده                                                                |
| علوم کاربردی    | علوم پزشکی         | تجزیه جایگاه‌های ژنی صفات کمی در حیوانات                                                   | تألیف جی.آی. مور ترجمه سیدرضا میرائی آشتیانی                          | دانشگاه تهران                                                            |
| علوم کاربردی    | مهندسی مواد و معدن | متالوژی جوشکاری و جوش‌پذیری فولادهای زنگ نزن                                               | تألیف جان لیپولد، دامیان کوتگی ترجمه مرتضی شمعانیان، محمد رحمتی       | جهاد دانشگاهی واحد صنعتی اصفهان                                          |
| هنر             | معماری             | درآمدی بر نظریه‌های برنامه‌ریزی با تأکید ویژه بر برنامه‌ریزی شهری                            | زهره عبدی دانشپور                                                     | دانشگاه شهید بهشتی                                                       |
| هنر             | معماری             | تکنولوژی مرمت معماری                                                                      | محمد منصور فلامکی                                                     | فضا                                                                      |
| هنر             | معماری             | تاریخ حفاظت معماری                                                                        | تألیف: یوکا یوکیل‌هتو ترجمه: محمدحسن طالبیان و خشایار بهاری            | روزنه                                                                    |
| ادبیات          | نقد ادبی           | زبان عرفان                                                                                | علیرضا فولادی                                                         | فراگفت                                                                   |
| ادبیات          | نقد ادبی           | تماشاخانه اساطیر اسطوره و کهن نمونه در ادبیات نمایشی                                      | نغمه ثمینی                                                            | نی                                                                       |
| ادبیات          | شعر معاصر          | رؤیا روی رؤیا                                                                             | ضیاءالدین ترابی                                                       | چاپار                                                                    |
| تاریخ و جغرافیا | تاریخ              | دا                                                                                        | سیده اعظم حسینی                                                       | سوره مهر                                                                 |
| تاریخ و جغرافیا | تاریخ              | اطلس شیعه                                                                                 | رسول جعفریان                                                          | انتشارات سازمان جغرافیایی نیروهای مسلح                                   |
| تاریخ و جغرافیا | تاریخ              | شهریاری ایلام                                                                             | تألیف والتر هینتس ترجمه پرویز رجبی                                    | نشر ماهی                                                                 |
| تاریخ و جغرافیا | تاریخ              | الیمینی فی اخبار دوله الملک یمین الدوله ابی القاسم محمود بن ناصر الدوله ابی منصور سبکتکین | تألیف محمد بن عبدالجبار العتبی تصحیح یوسف الهادی                      | مرکز پژوهشی میراث مکتوب                                                  |
| تاریخ و جغرافیا | جغرافیا            | رودخانه‌ها و دشت‌های سیلابی                                                                 | تألیف جان اس. بریج ترجمه محمدحسین رضایی مقدم، مهدی ثقفی               | سازمان مطالعه و تدوین کتب علوم انسانی دانشگاه‌ها (سمت)                    |
| کودک و نوجوان   | دین                | او همنشین فرشته‌ها بود                                                                     | سعید روح‌افزا                                                          | کانون پرورش فکری کودکان و نوجوانان                                       |
| کودک و نوجوان   | ادبیات داستانی     | گرگ‌ها از برف نمی‌ترسند                                                                     | محمدرضا بایرامی                                                       | قدیانی، کتاب‌های بنفشه                                                    |
| کودک و نوجوان   | علوم انسانی        | فرهنگ‌نامه نام‌آوران                                                                        | جمعی از نویسندگان                                                     | طلایی                                                                    |
| کودک و نوجوان   | علوم و فنون        | مفاهیم پایه در علوم تجربی                                                                 | تألیف ج بال و دیگران ترجمه گروهی از مترجمان                           | مؤسسه فرهنگی فاطمی                                                       |